# La Alameda (Soria)
La Alameda es una localidad de la provincia de Soria, partido judicial de Soria,  Comunidad Autónoma de Castilla y León, España. Pueblo de la comarca de Campo de Gómara que pertenece al municipio de Deza.
Para la administración eclesiástica de la Iglesia católica, forma parte de la Diócesis de Osma la cual, a su vez, pertenece a la Archidiócesis de Burgos.

## Geografía humana

### Demografía
| Gráfica de evolución demográfica de La Alameda entre 1842 y 1960 |
| |
| Población de derecho según los censos de población del INE Población de hecho según los censos de población del INEEntre el censo de 1970 y el anterior, este municipio desaparece porque se integra en el municipio 42076 (Deza) |

## Patrimonio
La iglesia románica, remodelada, de Nuestra Señora de la Asunción, con portada románica sencilla pues su única decoración es un arco apoyado sobre ménsulas.

## Fiestas
15, 16 y 17 de agosto, en honor de la Virgen y San Roque.